# Ricardo Rendón
Ricardo Rendón Bravo (Rionegro, 11 de junio de 1894-Bogotá, 28 de octubre de 1931) fue un caricaturista colombiano, considerado uno de los más destacados del siglo xx en su nación.

## Biografía
Ricardo Rendón nació en Rionegro, Antioquia, en 1894. En el hogar de Ricardo Rendón Echeverri y Julia Bravo, hermano de Gustavo y Aura Olga. Se traslada a Medellín en 1911 y en ese mismo año ingresó al recién fundado Instituto de Bellas Artes. Sus primeras lecciones pictóricas las recibió de Francisco Antonio Cano y luego de Humberto Chaves. Sus primeros dibujos fueron publicados en la revista "Panida" y en la revista "Semana". Desde sus comienzos, perteneció a grupos de inconformistas políticos, culturales y sociales, como Los Panidas, con quienes se encontró frecuentemente durante 1915.
De familia adinerada, se acercó, en 1918, a miembros de la élite bogotana, con quienes publicó sus caricaturas políticas en los periódicos El Espectador, El Tiempo y La República, y en las revistas Cromos, Sábado, El Gráfico y Universidad.
Rendón se suicidó en Bogotá el 28 de octubre de 1931 a los 37 años y fue sepultado en el Cementerio Central. Escribió en una servilleta "Suplico que no me lleven a casa" antes de dispararse.

## Obra

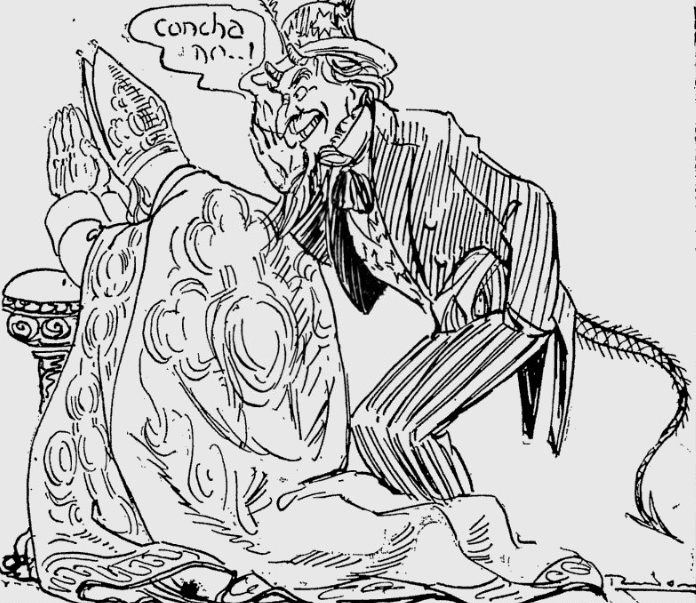
El Tío Sam intercediendo a favor de José Vicente Concha.

Parte de su obra toma el período político de 1921-1923, desde la renuncia de Marco Fidel Suárez y su reemplazo por Jorge Holguín, hasta el gobierno de Pedro Nel Ospina. Entre los temas de sus obras, incluye como dato a tener en cuenta la creación del Banco de la República y el aporte de Estados Unidos a su fundación. En sus caricaturas, además, existe una constante crítica hacia los que ejercen el poder, hacia los partidos, las candidaturas, los pactos con EE. UU. (Tratado Thomson-Urrutia), el provecho de EE. UU. por el petróleo, la reverencia del gobierno hacia los ingleses, y el desacredito tanto a liberales como conservadores.
En cuanto a la composición estética de sus caricaturas, Rendón demuestra gran destreza, imaginación y propiedad de abstracción. Su uso del espacio es equilibrado y nunca saturado; sólo resalta lo que quiere comunicar. Además, resaltan las maneras en las que construye una simbología y una representación de cada personaje político de acuerdo a su físico y a su ideología. Por ejemplo, Rendón representa al presidente Marco Fidel Suárez como un «viejo, de pómulos hundidos, flaco y siempre lleva el gorro presidencial. Jorge Holguín en silla de ruedas, o en coche de bebé.»

## Influencia

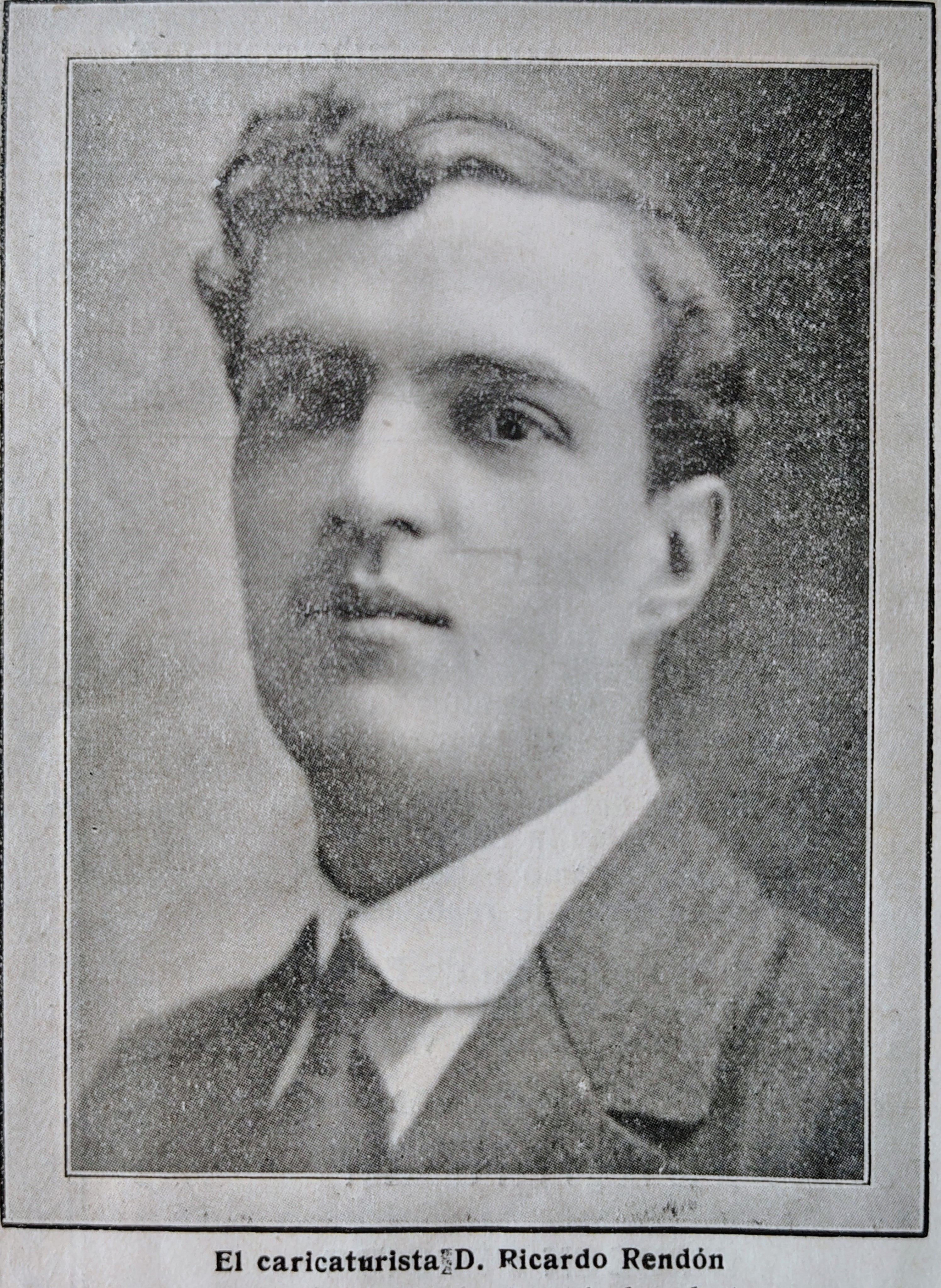
Fotografía de Rendón, publicada en un artículo sobre su obra en la revista El Gráfico en septiembre de 1918.

El estilo sucinto y sencillo de Rendón ejerció una gran influencia en la creación de un lenguaje visual para la caricatura colombiana durante la década de 1920. Caricaturistas como Eduardo Villaveces, Adolfo Samper y Pepe Gómez adoptaron lenguajes visuales similares al de Rendón, tanto en sus caricaturas políticas como en las representaciones de figuras populares de la época. No sería sino hasta la década de 1930, con la llegada del movimiento liderado por el italiano Rinaldo Scandroglio y la revista Universidad, que la influencia de Rendón comenzaría a declinar.
La muerte de Rendón fue recibida con sorpresa y profundo pesar por periodistas, escritores, artistas y políticos de la época. En su memoria, se publicaron artículos en casi todas las revistas y periódicos del momento, llegando a afirmarse que, con su fallecimiento, el arte de la caricatura había muerto en el país. El escultor boyacense José Domingo Rodríguez diseñó un monumento en su honor, que nunca se construyó.
La novela "Las reputaciones" de Juan Gabriel Vásquez cita a Ricardo Rendón. Javier Mallarino, el protagonista del texto que también es un caricaturista político, evoca en múltiples ocasiones a Ricardo Rendón.